# Tomoderus loeblianus
Tomoderus loeblianus is een keversoort uit de familie snoerhalskevers (Anthicidae). De wetenschappelijke naam van de soort is voor het eerst geldig gepubliceerd in 1987 door Uhmann.